# Largus cinctus
Largus cinctus är en insektsart som beskrevs av Herrich-schaeffer 1842. Largus cinctus ingår i släktet Largus och familjen Largidae. Inga underarter finns listade i Catalogue of Life.